# Mario Vuglač

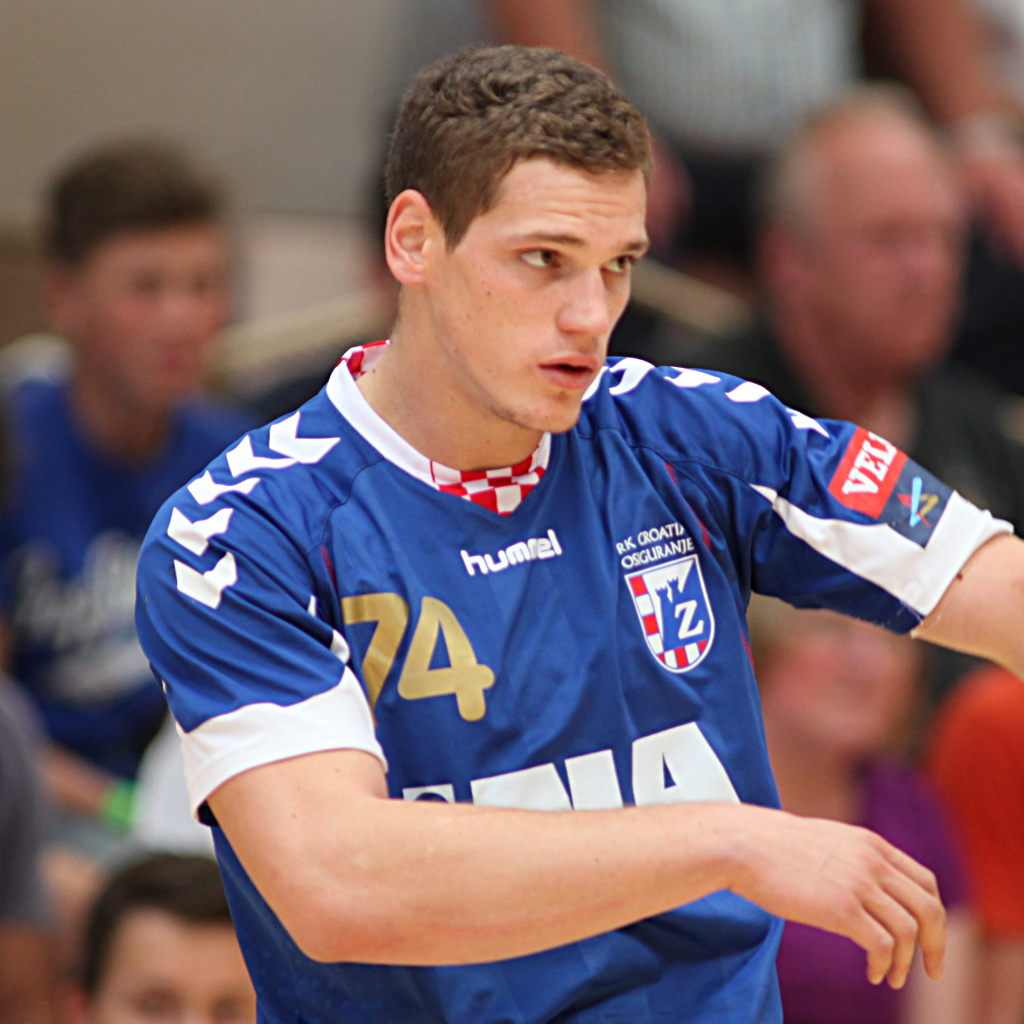
Mario Vuglač im August 2014 beim Sparkassen-Cup

Mario Vuglač (* 30. Januar 1992 in Zagreb) ist ein kroatischer Handballspieler.
Der 1,91 m große und 90 kg schwere Vuglač begann mit dem Handballspiel in seiner Heimat bei RK Partizan Bjelovar und galt als eines der größten Talente im rechten Rückraum. 2011 wechselte er in die deutsche Handball-Bundesliga zu HBW Balingen-Weilstetten. Nachdem er dort die komplette Hinrunde wegen eines Kreuzbandrisses ausfiel, wurde er in seiner zweiten Saison durch eine Schulterverletzung gestoppt. Um Spielpraxis zu erhalten, wurde er für die Rückrunde 2012/13 an den Zweitligisten TV Hüttenberg ausgeliehen. Zum Saisonende trennte man sich daraufhin. Die erste Hälfte der Saison 2013/14 spielte er dann für den slowenischen Verein RD Slovan Ljubljana. Ab Februar 2014 lief er für den kroatischen Verein RK Zagreb auf, mit dem er 2014 und 2015 die kroatische Meisterschaft gewann. 2015 schloss er sich dem katarischen Verein Lekhwiya an. Im Sommer 2017 kehrte Vuglač nach Zagreb zurück.
Mit der kroatischen Junioren-Auswahl nahm Vuglač an der U-21-Handball-Weltmeisterschaft 2013 teil. Im Spiel um Platz 3 war er mit 5 Treffern bester kroatischer Torschütze, konnte die Niederlage gegen Frankreich aber nicht verhindern.